# Klosters-Serneus
Klosters-Serneus és un municipi del cantó dels Grisons (Suïssa), situat al districte de Prättigau/Davos.